# Mekarmukti (Cisaga)
Mekarmukti is een bestuurslaag in het regentschap Ciamis van de provincie West-Java, Indonesië. Mekarmukti telt 6354 inwoners (volkstelling 2010).